# Yukito Murakami
Yukito Murakami (japanisch 村上 千歩 Murakami Yukito; * 28. Mai 2001 in der Präfektur Kumamoto) ist ein japanischer Fußballspieler.

## Karriere
Yukito Murakami erlernte das Fußballspielen in der Jugend des J1-League-Erstligisten Nagoya Grampus sowie in der Universitätsmannschaft der Senshū-Universität. Seinen ersten Vertrag unterschrieb er am 1. Februar 2024 bei Ventforet Kofu. Der Verein aus Kōfu spielt in der zweiten Liga, der J2 League. Sein Zweitligadebüt gab Murakami am 14. Juli 2024 (24. Spieltag) im Heimspiel gegen V-Varen Nagasaki. Bei dem 2:2-Unentschieden stand er in der Startelf und spielte die kompletten 90 Minuten. In der 47. Minute erzielte er seinen ersten Treffer im Profifußball. Hier traf er zum 1:1-Ausgleich. In seiner ersten Spielzeit bestritt er acht Zweitligaspiele.